# سقة ساي
سقة ساي هي قرية في مقاطعة خدا أفرين، إيران. عدد سكان هذه القرية هو 122 في سنة 2006.